# VisualWorks
VisualWorks Es un entorno multiplataforma para programar en Smalltalk, así como otras soluciones como Squeak, VisualAge, SmalltalkX.
Esta distribución de Smalltalk posee la máquina virtual más elogiada en el ámbito de Smalltalk por su buen rendimiento.
Las imágenes del ambiente son fácilmente transportables de un sistema operativo a otro.
El diseño de ventanas se hace a través del UIPainter, que nos permite generar vistas de manera sencilla para luego conectarlas con el dominio del modelo. Generalmente para realizar ésta tarea de interacción entre el modelo y los GUI se utiliza el paradigma de Modelo Vista Controlador (Model View Controller).

## Organización
En versiones anteriores de VisualWorks, se utilizaba ENVY, para el seguimiento de cambios y versionado.
En las últimas versiones se optó por el uso de Store para el control de cambios. El gran cambio es que Store no se maneja con aplicaciones como en ENVY donde uno crea una aplicación asignándole una versión, y luego las clases de dicha aplicación dentro de esa versión; una vez terminada se hace un lanzamiento (release) de la versión y en caso de necesitar hacer cambios, se crea una edición desde cero (scratch edition) que nos dará lugar a realizar cambios a esa versión y después liberarla con un nuevo número o nombre.